# أوسبرت لانكستر
أوسبرت لانكستر (بالإنجليزية: Osbert Lancaster)‏ (و. 1908 – 1986 م) هو رسام كارتون، ومصمم مسرحي، وناقد فني  من المملكة المتحدة، والمملكة المتحدة لبريطانيا العظمى وأيرلندا، ولد في لندن، توفي في تشيلسي، لندن، عن عمر يناهز 78 عاماً.

## التعليم
تعلم في كلية لينكولن ‏، وتعلم في مدرسة شارترهاوس ‏، وتعلم في كلية سلايد للفنون الجميلة ‏، وتعلم في مدرسة سانت رونان ‏
.

## جوائز
حصل على جوائز منها:
- جائزة المصمم الملكي للصناعة  [لغات أخرى]‏ في 1979[10]
- نيشان الامبراطورية البريطانية من رتبة قائد في 1953[11]
- لقب فارس